# パディ・ロウ
パディ・ロウ（Paddy Lowe, 1962年4月8日 - ）は、イギリスの自動車技術者、電子技術者、実業家。ゼロ・ペトロリウム社創業者。主にモータースポーツの分野で活動し、F1チームの役職を歴任。特にマクラーレンにて長年に渡り要職を務めた。

## 経歴

### F1チーム時代
1976年から1980年までセブンオークス校(英語版)に通い、ケンブリッジ大学で工学を専攻、1984年に卒業し修士。トニー・パーネルとハンティンドンのローラの製品、風洞計装および制御システムや、レースカー用のデータロガー システムの恩恵を受けた技術者群のうちの一人といえる。
電子回路設計部門のチーフとして、1987年にウィリアムズに加入した。チーム内ではフランク・ダーニーの仕事を引き継ぎ、アクティブサスペンション開発の責任者となった。
1993年、研究開発 (R&D) 部門のトップとしてマクラーレンに移籍し、その後8年間にわたって同チームの研究開発部門（後に動体技術部門に改称）を統括した。
2001年にシステム開発部門のチーフエンジニアとなり、後にレースにおけるMP4-20の性能・開発の研究開発を行った。テクニカルディレクターのエイドリアン・ニューウェイの離脱を受け、2005年5月にエンジニアリングディレクターに就任し、技術部門の責任者となった。2011年にはテクニカルディレクターに就任し、ティム・ゴス（エンジニアリングディレクター）、ニール・オートレイ（デザイン・開発プログラムディレクター）と共に技術部門を率いる体制となった。

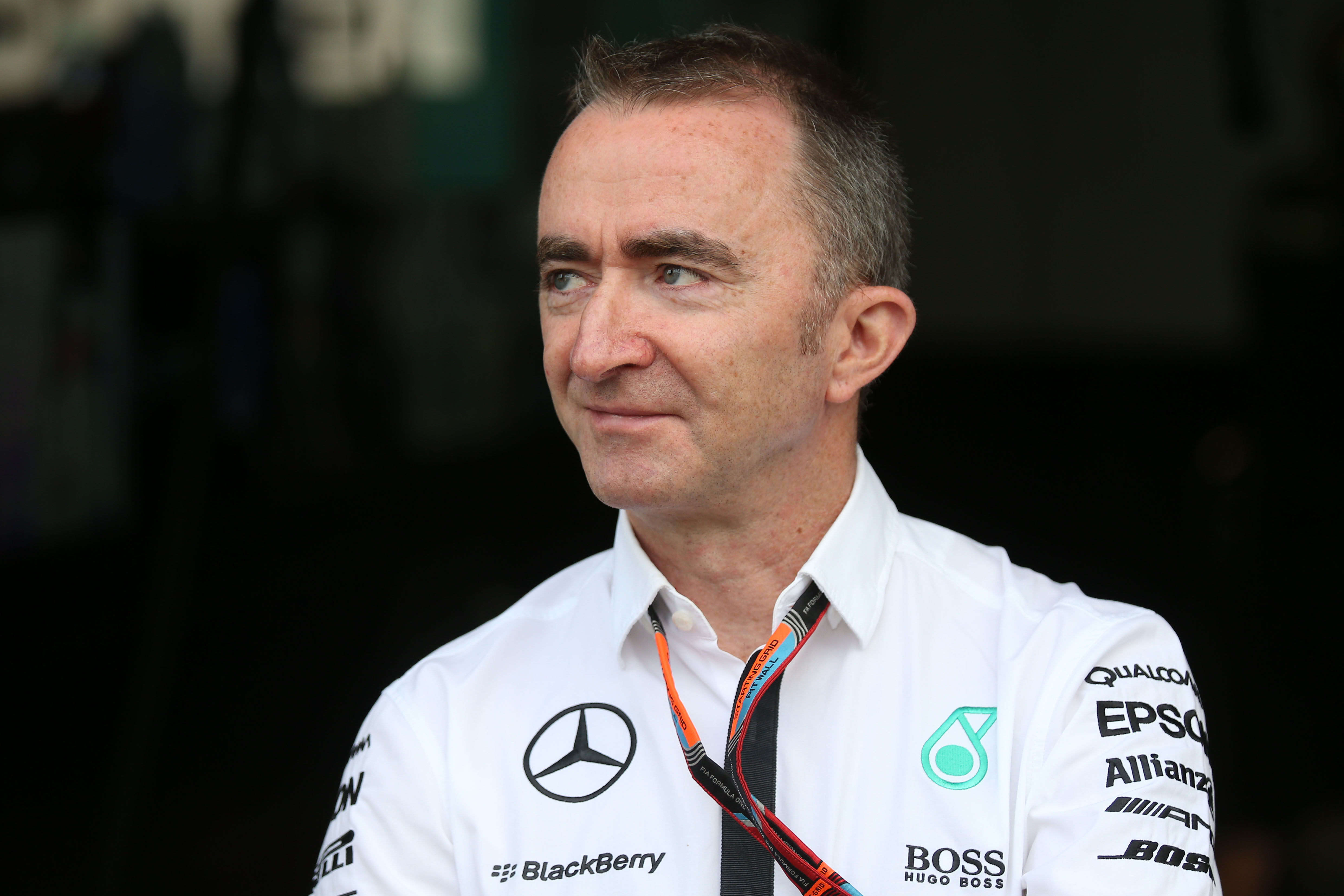
メルセデスF1チーム時代 (2015年)

2013年2月、メルセデスへの移籍が明らかになった。マクラーレンとの契約上、移籍は2014年になると思われたが、両チームの協議により2013年6月よりメルセデスへ合流して、技術部門を統括するエグゼクティブディレクターに就任。2014年から2016年、メルセデスは3連覇を果たしメルセデスの躍進に大きく貢献した。2017年1月11日、契約満了に伴いメルセデスから離脱することが発表された。
2017年3月、古巣のウィリアムズに復帰。チーフテクニカルオフィサーに就任し、チームの株式も保有する。しかし、移籍後の2018年に手がけた最初のマシンFW41が空力に深刻な問題を抱えてコンストラクターズランキング最下位に低迷し、翌2019年もFW42の完成が遅れ、プレシーズンテストの2日半を棒に振ったことから、チームは開幕1週間前にロウの休職を発表、6月25日に取締役会から退きチームを去った。

### モータースポーツ離脱以降
2020年に合成燃料企業ゼロ・ペトロリウム社（Zero Petroleum）を共同で設立。同社のCEO（最高経営責任者）に就き、カーボンニュートラル燃料などの開発に従事している。